# Andrea Barro
Andrea Barro (* 20. Oktober 1931 in Conegliano; † 19. Juni 2018 ebenda) war ein italienischer Radrennfahrer.

## Sportliche Laufbahn
Barro war im Straßenradsport aktiv. Als Amateur siegte er 1950 im Circuito di Sant’Urbano. 1953 und 1954 fuhr er als Berufsfahrer im Radsportteam Torpado. 1953 gewann er die Coppa Agostoni vor Pierino Baffi und Milano–Modena vor Arnaldo Faccioli. Nach zwei Jahren beendete er seine Karriere als Radprofi.